# تصوير دوبلر - زيمان

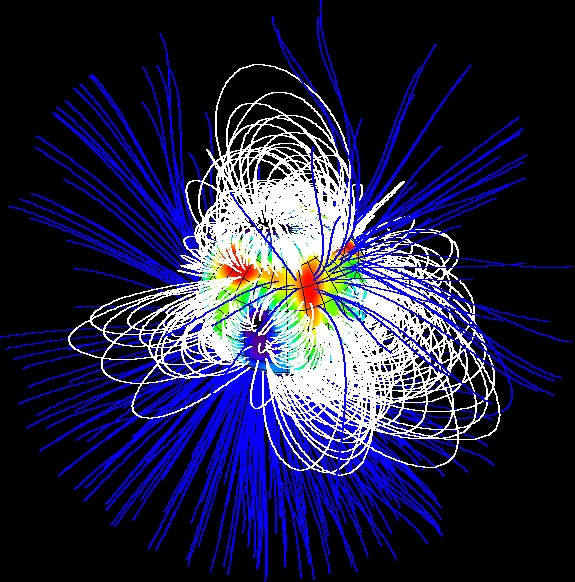
صورة للمجال المغناطيسي على سطح نجم T Tauri star

في الفيزياء الفلكية ، تصوير زيمان – دوبلر (بالإنجليزي:Zeeman–Doppler imaging) هي تقنية التصوير الشعاعي الطبقي مخصصة لرسم خرائط المجال المغناطيسي للنجوم , باستخدم قدرة المجال المغناطيسي على استقطاب الضوء المنبعث عنها على شكل خطوط طيفية في الغلاف الجوي - أو امتصاصه- (مفعول زيمان) بالإضافة لتضمين اتجاه المجال المغناطيسي عند سطح النجوم المشابهة للشمس,هذه التقنيات تعتمد على مبدأ الاعتلاج العظمي لإعادة تقويم رسوم خرائط المجال و يعطي أبسط هندسة للمجال المغناطيسي ( مثل نموذج تمثيل كروي متناسق ) 
هذه التقنية هي أولى التقنيات التي تتيح دراسة المجال المغناطيسي , وقد استخدم الفلكيون هذه التقنية في مقياس الاستقطاب الطيفي للنجوم ESPaDOnS  الموجود في تلسكوب كندا – فرنسا- هاواي في هاواي و تلسكوب في (فرنسا)

## وصلات خارجية
- تصوير دوبلر - زيمان
- Stellar tomography: when medical imaging helps astronomy
- الأمثلة الأخيرة على استخدام تصوير دوبلر - زيمان